# Tsubasa Yoshihira
Tsubasa Yoshihira (japanisch 吉平 翼 Yoshihira Tsubasa; * 5. Januar 1998 in Ōita) ist ein japanischer Fußballspieler.

## Karriere
Yoshihira erlernte das Fußballspielen in der Jugendmannschaft von Ōita Trinita. Seinen ersten Vertrag unterschrieb er 2015 bei Oita Trinita. Der Verein spielte in der zweithöchsten Liga des Landes, der J2 League. Am Ende der Saison 2015 stieg der Verein in die dritte Liga ab. 2016 wurde er mit dem Verein Meister der dritten Liga und stieg wieder in die zweite Liga auf. Für den Verein absolvierte er 21 Ligaspiele. 2018 wurde er an den Drittligisten Blaublitz Akita ausgeliehen. Für den Verein absolvierte er 17 Ligaspiele. 2019 kehrte er zum Erstligisten Oita Trinita zurück. Von Juli 2019 bis Saisonende spielte er auf Leihbasis beim Drittligisten Fujieda MYFC. Nach der Ausleihe wurde er Anfang 2020 von Fujieda fest verpflichtet. Nach 30 Spielen für Fujieda wechselte er Anfang 2021 zum ebenfalls in der dritten Liga spielenden Kataller Toyama. Am Ende Saison 2024 belegte er mit dem Verein den dritten Platz und qualifizierte sich für die Aufstiegsspiele. Hier spielte man im Finale gegen Matsumoto Yamaga 2:2-Unentschieden. Da Katallar in der regulären Spielzeit den dritten Platz belegte, stieg man in die zweite Liga auf.

## Erfolge
Ōita Trinita
- Japanischer Drittligameister: 2016  ▲